# Siedlce (stacja kolejowa)

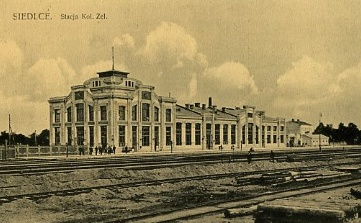
Zdjęcie przedwojennego dworca autorstwa Adolfa Gancwol-Ganiewskiego

Siedlce – główna stacja kolejowa w Siedlcach w dzielnicy Śródmieście. Zarządzana jest przez PKP PLK, ma kategorię dworca regionalnego. Znajduje się na Placu im. Stanisława Zdanowskiego. Jest to stacja wielofunkcyjna (pasażerska, rozrządowa, towarowa, manewrowa i węzłowa) z dworcem przelotowo-czołowym.
Pierwotnie zbudowana poza miastem, wchłonięta przez silnie rozbudowujące się miasto na przestrzeni lat. W latach 2021–2023 dworzec na stacji przeszedł całkowity remont odświeżający wygląd budynku.

## Ruch pasażerski
| Rok  | Wymiana roczna | Wymiana pasażerska na dobę | Miejsce w Polsce |
| ---- | -------------- | -------------------------- | ---------------- |
| 2017 | 2 450 000      | 6700                       | 35               |
| 2018 | 2 410 000      | 6600                       | 35               |
| 2019 | 2 850 000      | 7800                       | 33               |
| 2020 | 1 830 000      | 5000                       | 29               |
| 2021 | 2 230 000      | 6100                       | 32               |
| 2022 | 2 847 000      | 7800                       | 37               |
| 2023 | 3 467 500      | 9500                       | 35               |

## Historia
- lata 60. XIX wieku – budowa kolei z Warszawy do Brześcia
  - 9 października 1866[8] – otwarcie stacji
- lata 1882–1888 – budowa linii kolejowej Siedlce – Treblinka – Małkinia Górna
- lata 1904–1906 – budowa linii kolejowej (magistralnej) Siedlce – Czeremcha – Wołkowysk – Lida (mającej zasadnicze znaczenie militarne)
- 1944 rok – doszczętne spalenie przedwojennego dworca podczas zaciekłej obrony Niemców przed Armią Czerwoną (pierwszy dworzec był bardzo podobny do budynku dworca w Mrozach)
- lata powojenne – budowa nowego dworca
- 1977 rok – elektryfikacja odcinka Mrozy – Łuków
- 1979 rok – otwarcie obecnych peronów i przejścia podziemnego
- 1999 rok – remont i przebudowa obecnego dworca, z uwagi na wizytę Jana Pawła II w Siedlcach
- lata 2003–2004 – modernizacja odcinka Mrozy – Siedlce (m.in. wybudowanie przystanku Siedlce Zachodnie)
- lata 2007–2008 – modernizacja odcinka Łuków – Siedlce (m.in. przystanek Siedlce Baza zmienia nazwę na Siedlce Wschodnie)
- lata 2012–2016 – modernizacja torowiska (węzła Siedlce – odcinek Siedlce Zachodnie – Siedlce Wschodnie), oraz peronów i przejścia podziemnego na stacji Siedlce
- 2018 rok – otwarcie tunelu drogowego pod torami na przedłużeniu ul. J. Kilińskiego do ul. Składowej i centrum przesiadkowego
- 2021 rok – początek remontu budynku dworca
- 2023 rok – zakończenie prac remontowych i otwarcie nowego dworca

## Dane ogólne
- Stacja znajduje się na międzynarodowej linii E20 Berlin – Warszawa – Moskwa,
- Położona jest w blisko centrum miasta,
- Posiada 3 perony osobowe (2 dwukrawędziowe i 1 jednokrawędziowy) oraz 4 rampy ładunkowe jednokrawędziowe,
- Nastawnia dysponująca i 3 nastawnie wykonawcze (jedna obecnie zamknięta),
- Stacja węzłowa z układem torów typowym dla stacji rozrządowej.

Przez stację przechodzą następujące linie kolejowe:
- Linia kolejowa nr 2 Warszawa Centralna – Terespol
- Linia kolejowa nr 31 Siedlce – Siemianówka
- Linia kolejowa nr 55 Siedlce – Sokołów Podlaski

W październiku 2013 roku teren stacji Siedlce został przekazany wykonawcy modernizacji stacji Siedlce. Wyłączono z ruchu tor 10 (peron 1) – wraz z całą krawędzią peronową. Rozebrano tor 5 (kierunkowy dla ruchu towarowego) i tor 21 (manewrowy dla taboru ZLK w Siedlcach). Modernizacja miała się zakończyć w połowie 2015 r. wraz z oddaniem do użytku tunelu samochodowo – pieszego wraz z wejściami na perony w ciągu ulicy Kilińskiego do ronda Składowa, lecz w grudniu 2015 roku używane były jedynie nowe przejście naziemne, peron 3 i tymczasowy 4, a prace na innych peronach dobiegały końca.

## Dworzec kolejowy

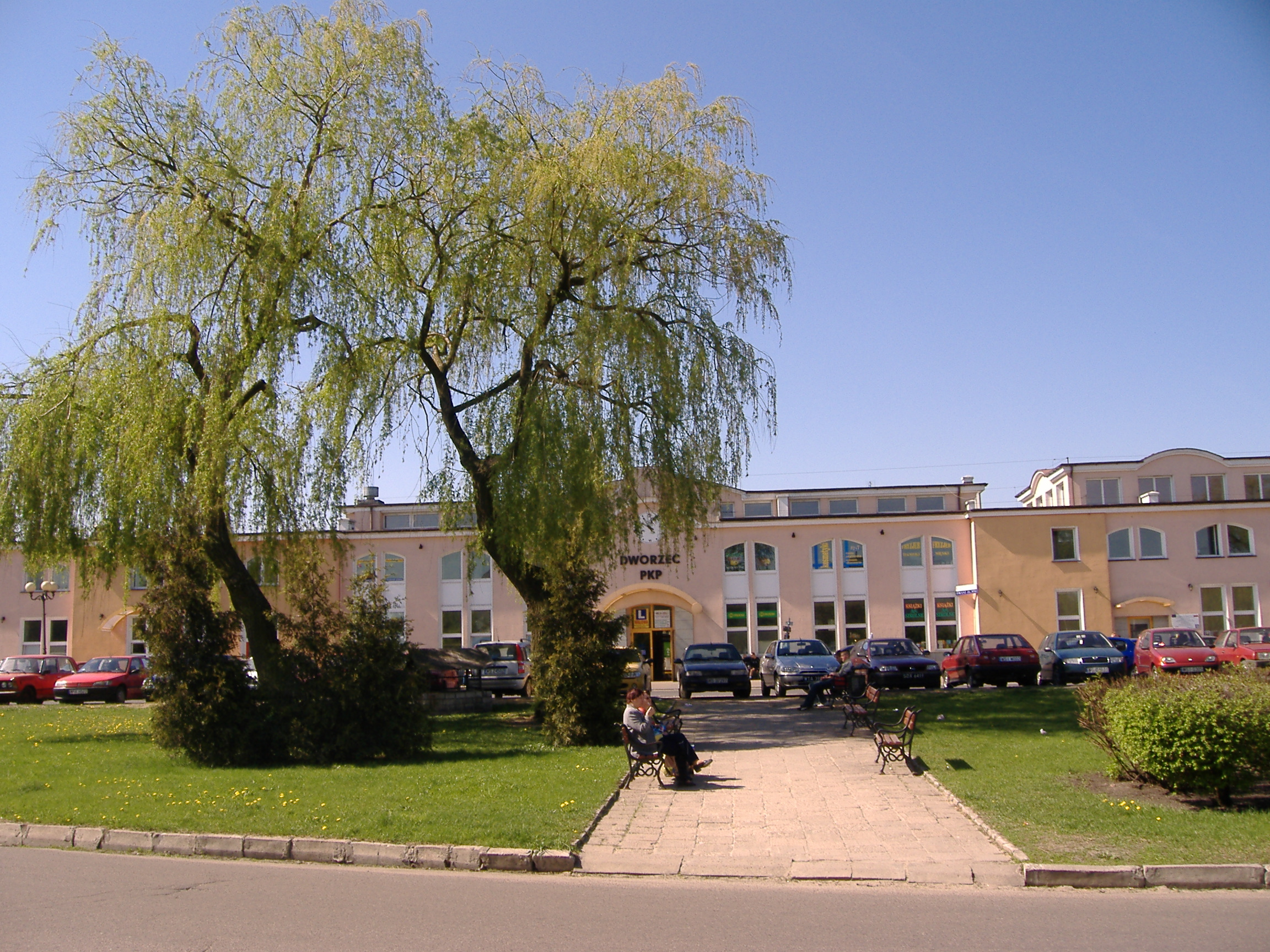
Budynek dworca po przebudowie w 1999 r.

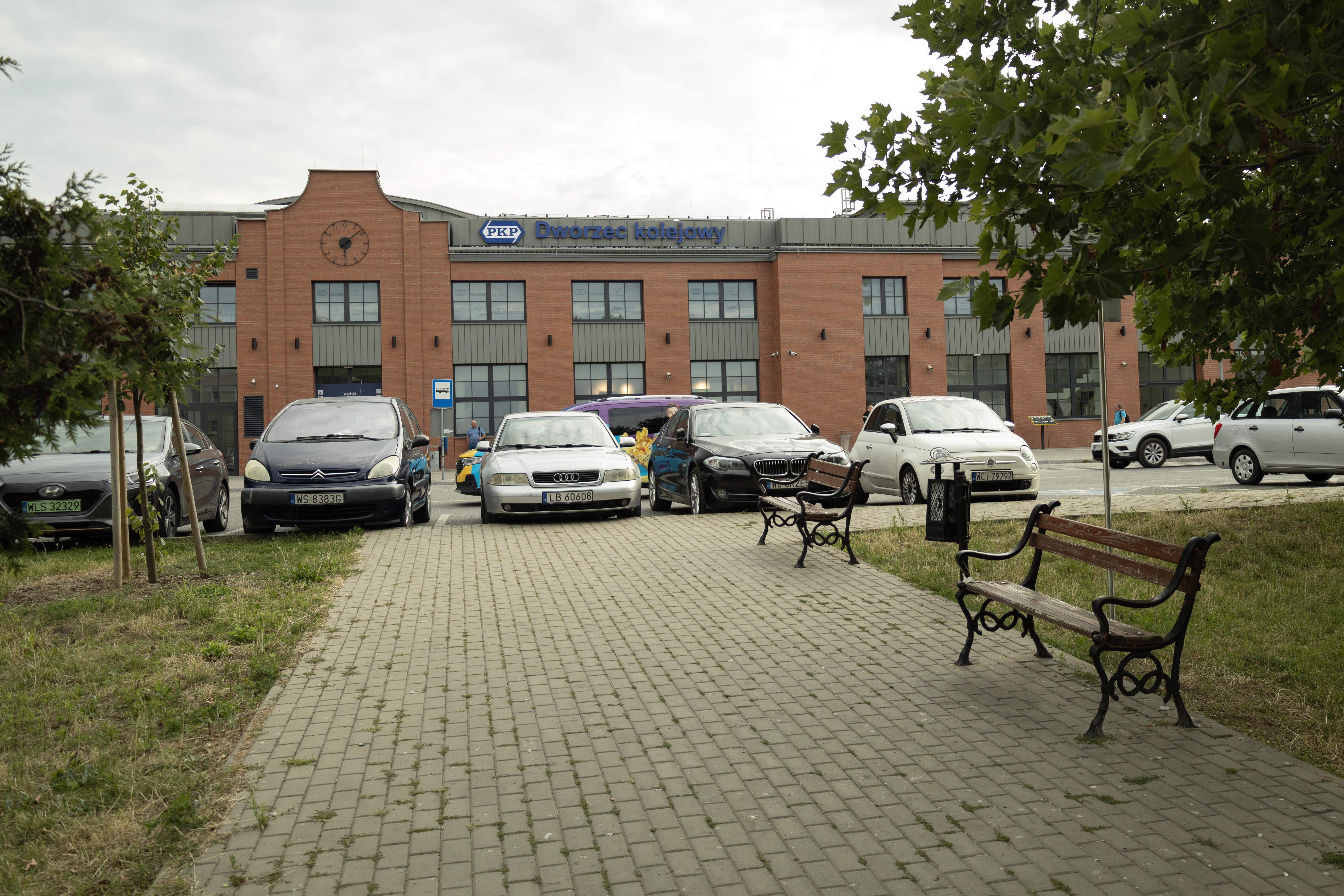
Budynek dworca po przebudowie w 2023 r.

### Budynek dworca
Duży dworzec wybudowany po II wojnie światowej (przedwojenny został spalony), przebudowany w 1999 roku (m.in. budowa antresoli) przed wizytą duszpasterską papieża Jana Pawła II w Siedlcach.
Posiada trzy wejścia (od str. miasta, peronów i jedno boczne prowadzące do punktów usługowych na antresoli).
Budynek dworca stanowi główną część Placu im. Stanisława Zdanowskiego.
Wyposażenie:
- ogrzewana poczekalnia z miejscami siedzącymi
- 3 kasy biletowe
- winda (przystosowana do potrzeb osób niepełnosprawnych)

#### w pobliżu dworca
- przed modernizacją 5 parowozowni: (2 czynne, 1 zabytkowa – zbudowana przez jeńców niemieckich podczas wojny, rozebrana grudniu 2008 roku); 2 nieczynne (obecnie własność UM Siedlce, jedna rozebrana w kwietniu 2009 roku[9])

### Perony
Perony przed modernizacją (2013–2018) powstały w 1979 roku.
Po trwającej jeszcze modernizacji wszystkie perony będą miały standardową wysokość. Posiadać będą częściowe zadaszenie, ławki, śmietniczki i elektroniczne ekrany informujące o przyjazdach pociągów.
Ruch pasażerski na trasie Siedlce – Ostrołęka został wstrzymany w dniu 1 kwietnia 1994 roku. Wprowadzono wówczas KKA – Kolejową Komunikację Autobusową, która przetrwała około 5 lat.
Obecnie ruch pociągów w kierunku północnym prowadzony jest wyłącznie na odcinku Siedlce – Sokołów Podlaski i ogranicza się do pociągów zdawczo-odbiorczych.

### Przejścia przez tory

#### Przejście podziemne po wschodniej stronie budynku dworca (obok ulicy Kilińskiego)
Przejście podziemne powstało w 1979 roku, posiada elektroniczne wyświetlacze przed wejściami na perony, posiada też stromą pochylnie dla wózków z dzieckiem, nie posiada monitoringu.

#### Przejście nadziemne (w miejscu planowanego tunelu)
Przejście zbudowane przed wojną (zabytkowe, kamienne filary), górna część (nad torami) została zmieniona na stalowe kratownice prawdopodobnie przy budowie peronów w 1979 roku. Przejście nadziemne znajduje się między ul. J. Kilińkiego/ul. Kolejową a ul. Składową
Przejście znajduje się na miejscu planowanego „przebicia” ul. J. Kilińskiego (tunel pod torami) do ul. Składowej. Inwestycja zostanie zrealizowana podczas modernizacji stacji Siedlce (PKP PLK zobowiązało się w liście intencyjnym podpisanym w 2008 roku z UM Siedlce, zbudować tunel w stanie „surowym” (ok. 40% inwestycji), natomiast koszty wykończenia pokryje z własnych środków miasto).
Istnieje również przejście po torach po zachodniej stronie stacji, umożliwia ona (osobom niepełnosprawnym, wózkom poczty) dostanie się na perony (podjazdy po ich zachodniej stronie) oraz przejście za tory w okolicach nieczynnych parowozowni do ulicy Partyzantów. Przejście to zostało przesunięte w okolice nowego tunelu podczas modernizacji.

#### Przejście po torach po zachodniej stronie budynku dworca (obok poczty)
Przejście naziemne znajduje się tuż obok nieukończonego tunelu. Pozwala na dostanie się z placu Zdanowskiego na peron trzeci (po zakończeniu prac na wszystkie perony).

### Torowisko

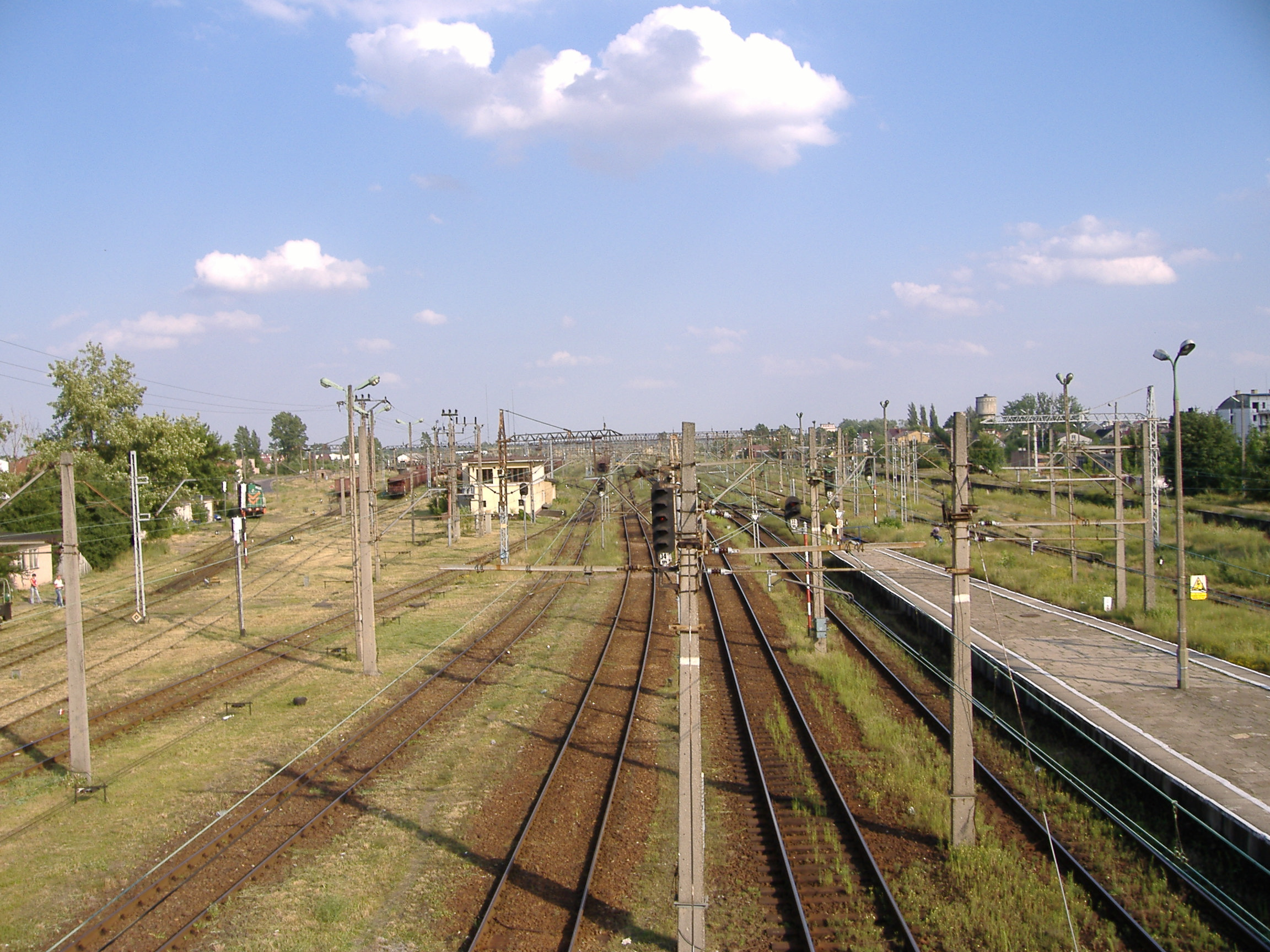
widok na tory, z prawej najdłuższy peron 3 (przed modernizacją)

Stacja posiada 7 torów umożliwiających przejazd bez zatrzymania:
- 2 tory główne zasadnicze (1 i 2)
- 2 tory główne dodatkowe dla ruchu pasażerskiego (3 i 4)
- 2 tory główne dodatkowe dla ruchu towarowego (5 i 6)
- 1 tor główny dodatkowy przeznaczony dla ruchu mieszanego (10), zwany powszechnie ostrołęckim.

### Najbliższe obiekty infrastruktury kolejowej

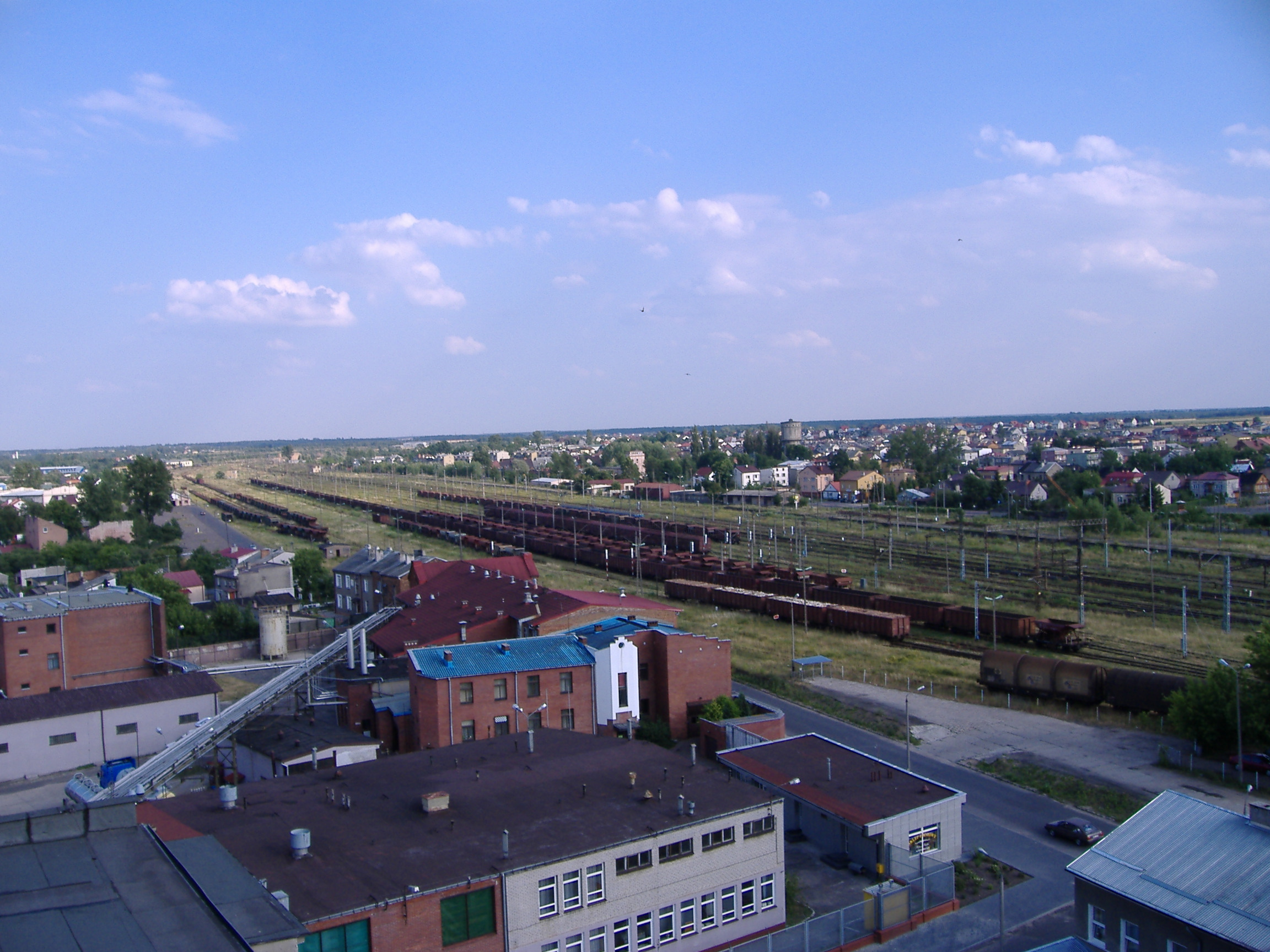
węzeł Siedlce, w tle wieża ciśnień, w lewy rogu Podlaska Wytwórnia Wódek „Polmos” S.A.

Najbliższymi obiektami kolejowymi, nie wchodzącymi bezpośrednio w skład stacji są:
- rampa przy ul. Kolejowej (ruch towarowy)
- zabytkowa Wieża Ciśnień (przy JRG nr 2 PSP w Siedlcach (dawna Straż Kolejowa), ul. Składowa)
- Hale znajdujące się przy przystanku Siedlce Wschodnie (dawniej Siedlce Baza, na linii Siedlce – Łuków), obecnie zakłady montażowe Stadler Polska oraz sortownia tłucznia (używana przy modernizacji odcinka Terespol – Siedlce)
- domy kolejowe przy ul. Kolejowej i Składowej
- posterunek odgałęźny Ujrzanów na linii kolejowej nr 31, obsługujące łącznicę nr 520